# Gora Kvadrat
Gora Kvadrat är ett berg i Antarktis. Det ligger i Östantarktis. Australien gör anspråk på området. Toppen på Gora Kvadrat är 834 meter över havet.
Terrängen runt Gora Kvadrat är huvudsakligen platt, men åt nordost är den kuperad.  Trakten är obefolkad. Det finns inga samhällen i närheten.